# Sycewice (gromada)
Sycewice – dawna gromada, czyli najmniejsza jednostka podziału terytorialnego Polskiej Rzeczypospolitej Ludowej w latach 1954–1972.
Gromady, z gromadzkimi radami narodowymi (GRN) jako organami władzy najniższego stopnia na wsi, funkcjonowały od reformy reorganizującej administrację wiejską przeprowadzonej jesienią 1954 do momentu ich zniesienia z dniem 1 stycznia 1973, tym samym wypierając organizację gminną w latach 1954–1972.
Gromadę Sycewice z siedzibą GRN w Sycewicach utworzono – jako jedną z 8759 gromad na obszarze Polski – w powiecie słupskim w woj. koszalińskim na mocy uchwały nr 43/54 WRN w Koszalinie z dnia 5 października 1954. W skład jednostki wszedł obszar dotychczasowej gromady Sycewice ze zniesionej gminy Bruskowo Wielkie w powiecie słupskim oraz obszary dotychczasowych gromad Komorczyn, Redęcin, Zębowo, Reblino i Runowo Sławieńskie ze zniesionej gminy Wrześnica w powiecie sławieńskim – w tymże województwie. Dla gromady ustalono 12 członków gromadzkiej rady narodowej.
1 stycznia 1958 do gromady Sycewice włączono wsie Gać i Gać Leśna ze zniesionej gromady Swołowo w tymże powiecie.
31 grudnia 1959 do gromady Sycewice włączono wieś Dobrzęcino z gromady Wrząca w tymże powiecie.
31 grudnia 1968 z gromady Sycewice wyłączono: a) wsie Gać i Redęcin, włączając je do gromady Bruskowo Wielkie; b) wsie Runowo Sławieńskie, Dobrzęcino i Komorczyn, włączając je do gromady Wrząca – w tymże powiecie, po czym gromadę Sycewice zniesiono, a jej pozostały obszar (Sycewice, Reblino i Zębowo) włączono do gromady Kobylnica tamże.